# Yunnanilus
Yunnanilus es un género de peces de la familia Nemacheilidae. Se la puede encontrar en China (Yunnan, Guangxi y Sichuan), Birmania (el lago Inle y el Estado Shan) y Vietnam, incluyendo el lago Dian y los ríos Salween, Perla y Xi Jiang, en Asia.

## Especies
Existe desacuerdo sobre el número exacto de especies de este género. La siguiente lista se basa principalmente en Kottelat 2012 con la incorporación de nuevas especies descritas. En 2024 había 26 especies reconocidas en este género:
- Yunnanilus altus[6]
- Yunnanilus analis J. X. Yang, 1990[7]
- Yunnanilus bailianensis Jian Yang, 2013[5]
- Yunnanilus bajiangensis W. X. Li, 2004
- Yunnanilus beipanjiangensis W. X. Li, W. N. Mao y R. F. Sun, 1994[8]
- Yunnanilus caohaiensis R. H. Ding, 1992[9]
- Yunnanilus chui J. X. Yang, 1991[10]
- Yunnanilus discoloris W. Zhou y J. C. He, 1989
- Yunnanilus elakatis W. X. Cao y S. Q. Zhu, 1989
- Yunnanilus ganheensis L. An, B. S. Liu y W. X. Li, 2009
- Yunnanilus jinxiensis Y. Zhu, L. N. Du, X. Y. Chen y J. X. Yang, 2009
- Yunnanilus longibarbatus X. Gan, X. Y. Chen y J. X. Yang, 2007[11]
- Yunnanilus longibulla J. X. Yang, 1990[7]
- Yunnanilus macrogaster Kottelat y X. L. Chu, 1988[6]
- Yunnanilus macrositanus W. X. Li, 1999}[12]
- Yunnanilus nanpanjiangensis W. X. Li, W. N. Mao y Zong-Min Lu, 1994[8]
- Yunnanilus niger Kottelat y X. L. Chu, 1988[6]
- Yunnanilus niulanensis Z. M. Chen, J. Yang y J. X. Yang, 2012[13]
- Yunnanilus obtusirostris J. X. Yang, 1995[10]
- Yunnanilus pachycephalus Kottelat y X. L. Chu, 1988[6]
- Yunnanilus paludosus Kottelat y X. L. Chu, 1988[6]
- Yunnanilus parvus Kottelat y X. L. Chu, 1988[6]
- Yunnanilus pleurotaenia (Regan, 1904)[14]
- Yunnanilus polylepis Qin, Shao, Du & Wang, 2024
- Yunnanilus pulcherrimus J. X. Yang, X. Y. Chen y J. H. Lan, 2004[15]
- Yunnanilus sichuanensis R. H. Ding, 1995[16]
- Yunnanilus spanisbripes L. An, B. S. Liu y W. X. Li, 2009
- Yunnanilus triangulus Liu, Lyu, Du & Chen, 2025[17]

Las especies no reconocidas son las siguientes:
- Yunnanilus brevis
- Yunnanilus forkicaudalis
- Yunnanilus longidorsalis
- Yunnanilus macroistainus
- Yunnanilus macrolepis
- Yunnanilus nigromaculatus
- Yunnanilus yangzonghaiensis